# Malea Planum
Malea Planum és una formació geològica de tipus planum a la superfície de Mart, localitzada amb el sistema de coordenades planetocèntriques a -58.54 latitud N i 78.59 ° longitud E, que fa 872.47 km de diàmetre. El nom va ser aprovat per la UAI l'any 1985 i fa referència a una característica d'albedo.